# Фадеевский сельсовет
Фадеевский сельсовет — сельское поселение в Пономарёвском районе Оренбургской области Российской Федерации.
Административный центр — посёлок Фадеевский.

## История
9 марта 2005 года в соответствии с законом Оренбургской области № 1909/346-III-ОЗ образовано сельское поселение Фадеевский сельсовет, установлены границы муниципального образования.

## Население
| 2010 | 2012 | 2013 | 2014 | 2015 | 2016 | 2017 |
| ---- | ---- | ---- | ---- | ---- | ---- | ---- |
| 937  | ↘903 | ↘887 | ↘876 | ↘843 | ↘822 | ↘799 |
| 2018 | 2019 | 2020 | 2021 |      |      |      |
| ↘765 | ↘739 | ↘720 | ↘693 |      |      |      |

## Состав сельского поселения
| № | Населённый пункт | Тип населённого пункта          | Население |
| - | ---------------- | ------------------------------- | --------- |
| 1 | Беседино         | село                            | 121       |
| 2 | Новобогородское  | село                            | 168       |
| 3 | Фадеевский       | посёлок, административный центр | 598       |
| 4 | Чистополье       | посёлок                         | 50        |